# Bajki nowe
Bajki nowe – zbiór bajek Ignacego Krasickiego pisanych w latach 1779–1800, wydany pośmiertnie w 1802 przez Franciszka Dmochowskiego.
Pierwszy zbiór bajek Krasickiego, zatytułowany Bajki i przypowieści, ukazał się w 1779. Po wydaniu tego tomiku Krasicki nadal uprawiał ten gatunek, publikując utwory m.in. w czasopiśmie „Co tydzień” (1798–1799). Bajki te były zwykle dłuższe niż opublikowane w Bajkach i przypowieściach, opierały się przy tym na wzorach La Fontaine’a.